# 카츠무라 마사노부
카츠무라 마사노부(勝村 政信 가쓰무라 마사노부[*], 1963년 7월 21일 ~)는 일본의 배우이다. 사이타마현 와라비시 출신이다.

## 출연 작품

### 드라마
NHK
- 2005년 《요시츠네》 다이라 시게모리 역

NTV
- 1998년 《기적의 인간》
- 2005년 《루리의 섬》
- 2009년 《키이나》

TBS
- 2006년 《태양의 노래》
- 2009년 《스마일》

후지 TV
- 2001년 《HERO》
- 2001년 《스타의 사랑》
- 2004년 《라스트 크리스마스》
- 2007년 《라이프》
- 2007년 《맨발의 겐》
- 2008년 《코드 블루》
- 2009년 《보이스》
- 2009년 《보이스》
- 2011년 《컨트롤》
- 2012년 《내가 연애할 수 없는 이유》

TV 아사히
- 2010년 《나사케의 여자》
- 2011년 《아스코마치》
- 2012년 《성스러운 괴물들》
- 2012년 《닥터-X~외과의 다이몬 미치코~》

### 영화
- 1990년 《내가 병에 걸린 이유》
- 1993년 《소나티네》
- 2004년 《호텔 비너스》
- 2004년 《문제없는 우리들》
- 2006년 《도쿄 프렌즈 더 무비》
- 2007년 《HERO》
- 2009년 《젠》
- 2010년 《시간을 달리는 소녀》
- 2010년 《너에게 닿기를》
- 2018년 《나비잠》 - 이시이 역
- 2021년 《지옥의 화원》 - 타에코 역
- 2023년 《쿠비》 - 사이토 토시미츠 역